# Cardioglossa
Genre
Cardioglossa est un genre d'amphibiens de la famille des Arthroleptidae.

## Répartition
Les 19 espèces de ce genre se rencontrent en Afrique centrale et en Afrique de l'Ouest.

## Liste d'espèces
Selon Amphibian Species of the World (25 septembre 2015) :
- Cardioglossa alsco Herrmann, Herrmann, Schmitz & Böhme, 2004
- Cardioglossa annulata Hirschfeld, Blackburn, Burger, Zassi-Boulou & Rödel, 2015
- Cardioglossa congolia Hirschfeld, Blackburn, Greenbaum & Rödel, 2015
- Cardioglossa cyaneospila Laurent, 1950
- Cardioglossa elegans Boulenger, 1906
- Cardioglossa escalerae Boulenger, 1903
- Cardioglossa gracilis Boulenger, 1900
- Cardioglossa gratiosa Amiet, 1972
- Cardioglossa inornata Laurent, 1952
- Cardioglossa leucomystax (Boulenger, 1903)
- Cardioglossa manengouba Blackburn, 2008
- Cardioglossa melanogaster Amiet, 1972
- Cardioglossa nigromaculata Nieden, 1908
- Cardioglossa occidentalis Blackburn, Kosuch, Schmitz, Burger, Wagner, Gonwouo, Hillers & Rödel, 2008
- Cardioglossa oreas Amiet, 1972
- Cardioglossa pulchra Schiøtz, 1963
- Cardioglossa schioetzi Amiet, 1982
- Cardioglossa trifasciata Amiet, 1972
- Cardioglossa venusta Amiet, 1972

## Publication originale
- Boulenger, 1900 : A list of the batrachians and reptiles of the Gaboon (French Congo), with descriptions of new genera and species. Proceedings of the Zoological Society of London, vol. 1900, p. 433-456 (texte intégral).